# Pont Tibère
Le pont Tibère ou pont romain de Sommières est un pont romain dont la construction est traditionnellement attribuée à l'empereur Tibère, au cours du Ier siècle.
Le pont Tibère franchit le Vidourle, fleuve côtier des Cévennes, au  niveau de la ville de Sommières, dans le département français du Gard, en région Occitanie. Par sa longueur, c'est le plus grand pont romain conservé en France.

## Histoire
Le pont fut construit probablement entre le Ier siècle av. J.-C. et le Ier siècle ap. J.-C. sur le tracé de la via Luteva qui reliait Nîmes à Toulouse par Lodève pour franchir le fleuve Vidourle, déjà traversé plus au sud par la Voie Domitienne au niveau du pont d'Ambrussum (dit également pont Ambroix). Aucun élément sur la date ou l'origine de sa construction n'est connu, faute de documents écrits de cette époque. Sa construction n'est attribuée à l'empereur Tibère que par la tradition populaire.

## Protection
Le pont romain, en totalité avec ses arches situées sous les rues du faubourg, Marx Dormoy et place Jean-Jaurès, est inscrit au titre des monuments historiques par arrêté du 6 mars 2025, dossier engagé depuis juillet 2018,.

## Architecture
Il était initialement constitué d'une vingtaine d'arches (de 17 à 22 arches, selon les auteurs) pour une longueur totale de 190 m et une largeur de 6,60 m. Ses dimensions étaient alors suffisantes pour enjamber le lit naturel du fleuve Vidourle et assurer la liaison entre les deux rives, malgré les nombreuses crues du capricieux cours d'eau. 
La ville de Sommières ne fut érigée qu'au Xe siècle en grande partie sur le pont, qui en constitue aujourd'hui encore l'axe majeur. Il ne reste ainsi que sept arches visibles, à même le lit mineur du fleuve, ce qui explique les nombreuses inondations dont est victime la ville lors des débordements du Vidourle. Les autres ont été absorbées dans les fondations et caves des bâtiments voisins, où elles sont toujours visibles pour la plupart.
En raison des dégâts occasionnés lors des crues, le pont a connu de multiples restaurations au cours des siècles. Après la crue dévastatrice du 18 novembre 1745, l'intendant de la province du Languedoc a demandé à l'ingénieur Henri Pitot, directeur des travaux publics de la province, de se rendre sur le site pour étudier l'origine des crues et définir les travaux de consolidation du pont nécessaires. Ses visites à Sommières ont duré jusqu'à la fin de 1747. Dans son mémoire, Pitot écrit : « Une grande partie de la ville basse de Sommières a été bâtie anciennement et par succession de temps, dans le lit même de la rivière ; et on a fait de même du côté du faubourg, ce qui est prouvé par le pont. Ce pont est très ancien, on prétend qu'il a été construit du temps des Romains ; il est composé de dix-huit arches en plein cintre, d'environ trente pieds (environ 9,74 m) chacune d'ouverture ou de diamètre, mais de ces dix-huit arches, il y en a huit dans la ville et quatre dans le faubourg ». Ces travaux ont modifié l'architecture antique du pont en raison de l'évolution des techniques de construction. Les travaux faits par Pitot ont coûté 10 845 livres.

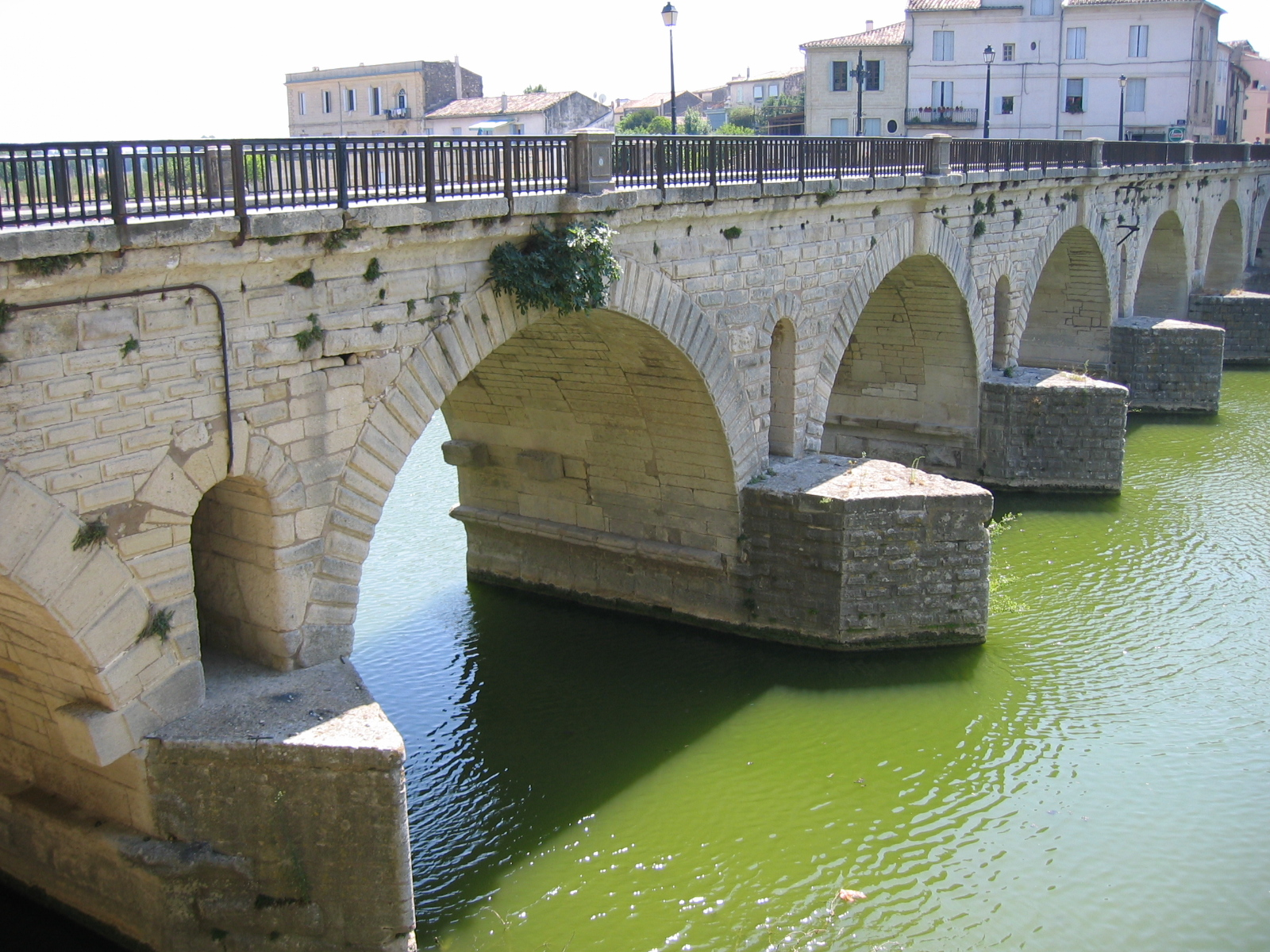
Le pont, côté est.
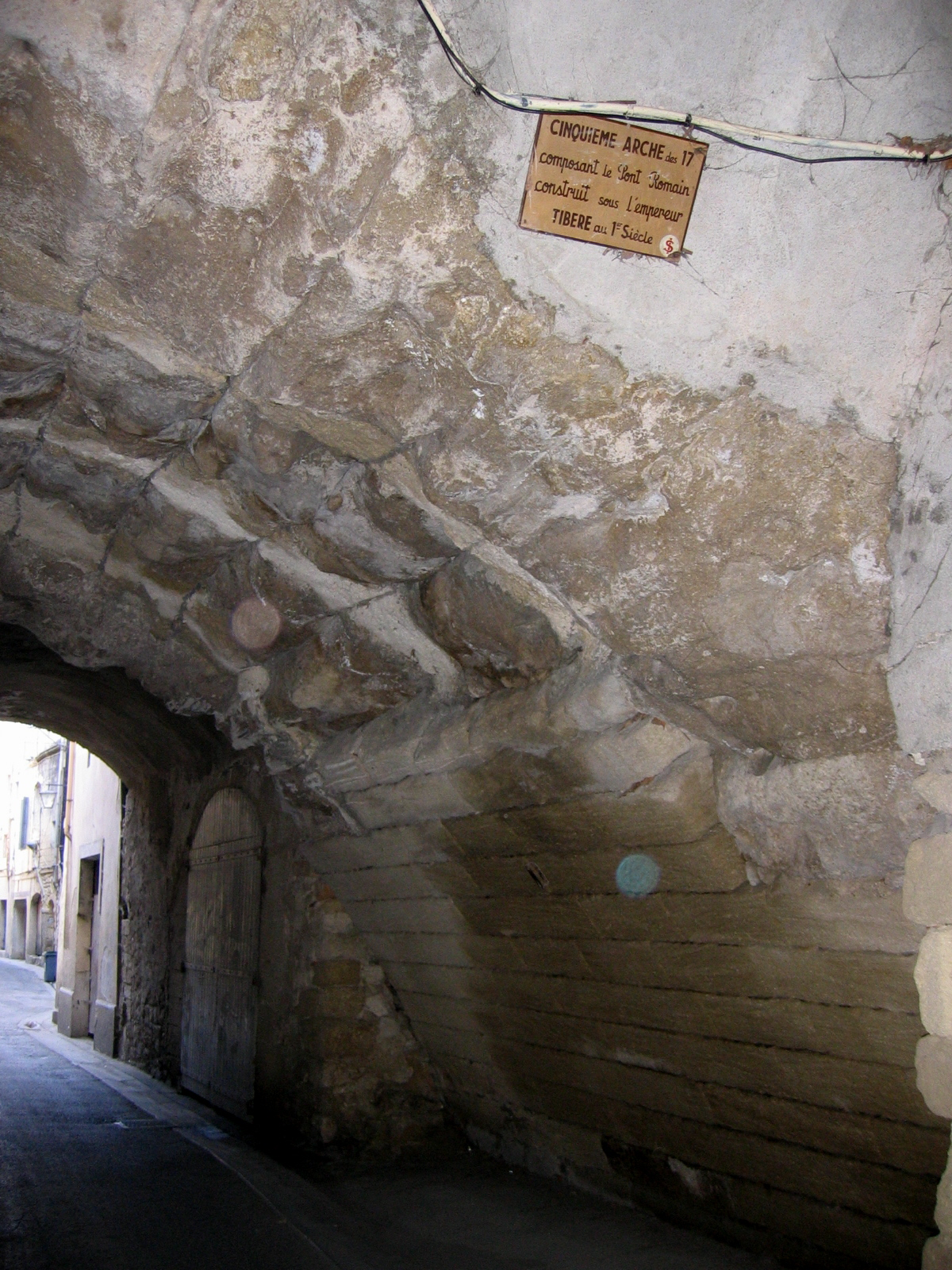
Une des arches abandonnées, située sous les bâtiments de la ville.
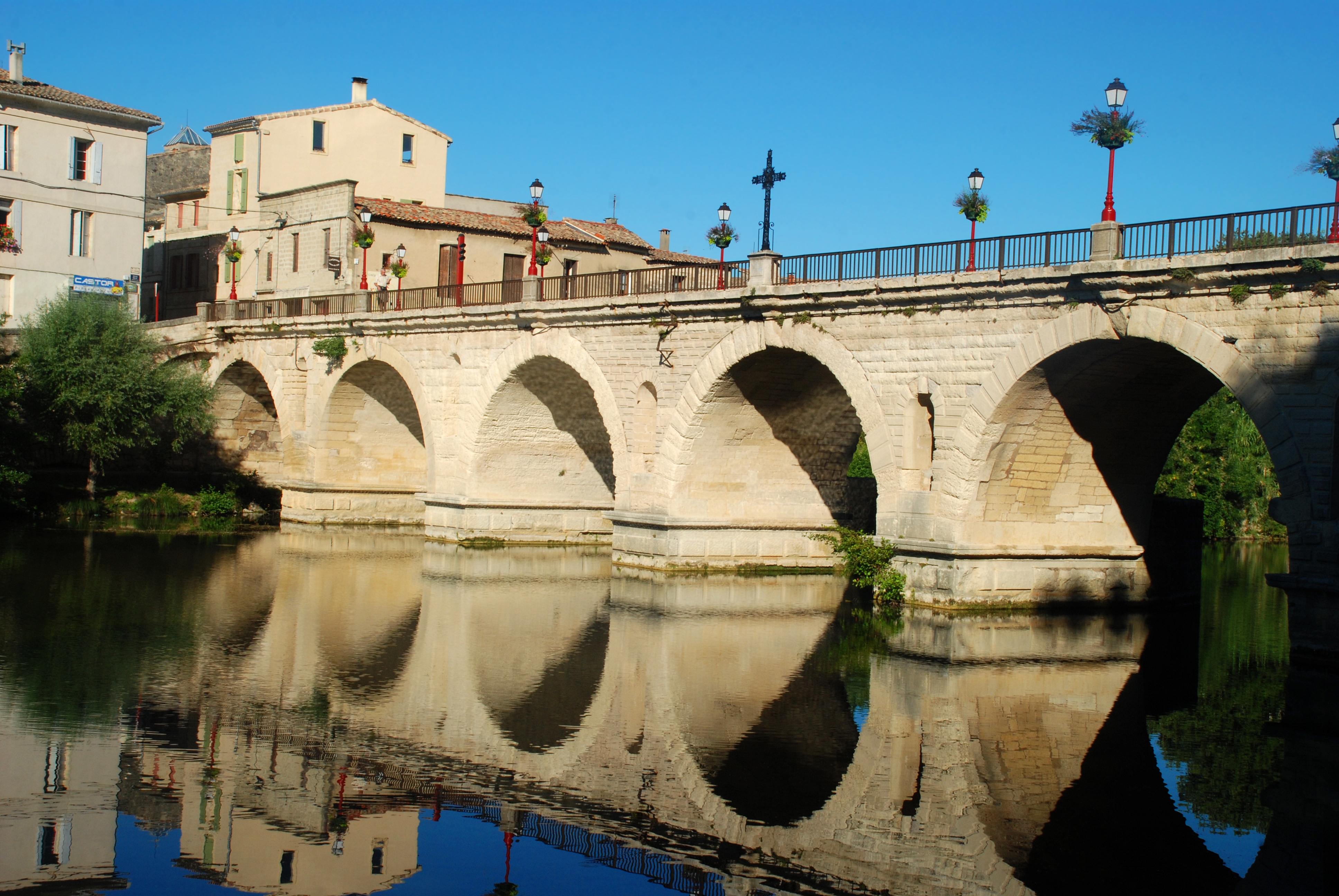
Les arches, côté ouest.